# Saint-Marcel (Meurthe i Mozela)
Saint-Marcel – miejscowość i gmina we Francji, w regionie Grand Est, w departamencie Meurthe i Mozela.
Według danych na rok 1990 gminę zamieszkiwało 114 osób, a gęstość zaludnienia wynosiła 10 osób/km² (wśród 2335 gmin Lotaryngii Saint-Marcel plasuje się na 931. miejscu pod względem liczby ludności, natomiast pod względem powierzchni na miejscu 508.).